# Todd Blanche
Todd Wallace Blanche (nacido el 6 de agosto de 1974) es un abogado y exfiscal estadounidense. Blanche es conocido por representar al presidente de los Estados Unidos Donald Trump en el juicio penal de 2024 en Nueva York. Blanche trabajó en la firma de abogados más antigua de Wall Street, Cadwalader, Wickersham & Taft, donde fue socio durante casi seis años, representando a clientes como Rudy Giuliani, su asociado Igor Fruman, y el exjefe de campaña de Trump, Paul Manafort.
El 14 de noviembre de 2024, el presidente electo Trump anunció su intención de nominar a Todd Blanche como fiscal general adjunto de los Estados Unidos.

## Educación
Blanche nació en 1974 y creció cerca de Denver, Colorado. Asistió a una escuela militar en Nuevo México y luego estudió en Beloit College. Posteriormente, se transfirió a la American University School of Public Affairs, donde obtuvo una licenciatura en ciencias políticas y estudios interdisciplinarios. En 1999, Blanche trabajó como paralegal para el United States Attorney for the Southern District of New York mientras asistía a clases nocturnas en la Brooklyn Law School.

## Carrera

### Jurídica
Después de la escuela de derecho, Blanche fue fiscal en el Distrito Sur de Nueva York y co-jefe de su unidad de crimen violento y la división de White Plains. Trabajó en casos relacionados con fraude bancario, fraude electrónico, corrupción pública y asociaciones ilícitas. Posteriormente, Blanche trabajó en la firma de abogados WilmerHale. Desde septiembre de 2017 hasta abril de 2023, fue socio en Cadwalader, Wickersham & Taft. Representó a clientes como Igor Fruman y Paul Manafort durante el juicio por fraude de 2016 de este último.
Blanche dejó la firma y fundó Blanche Law para representar al expresidente estadounidense Donald Trump. Es abogado defensor en el juicio penal de Donald Trump de 2024. Tras la condena de Trump el 30 de mayo de 2024 por 34 cargos graves de falsificación de registros comerciales, Blanche afirmó que el equipo de defensa de Trump planea apelar el veredicto.

### Política
El 14 de noviembre de 2024, el presidente electo Trump anunció su intención de nominar a Blanche como fiscal general adjunto de los Estados Unidos.

## Vida personal
Blanche está casado. Su esposa es médico. La pareja tiene dos hijos. Blanche ha completado dos triatlones Ironman.
En 2023, Blanche estaba registrado como miembro del Partido Demócrata en Nueva York. En 2024, Blanche compró una casa en el condado de Palm Beach, Florida y se registró como votante del Partido Republicano.